# Hendra Wijaya
Hendra Wijaya (27 december 1985) is een Singaporees badmintonner van Indonesische afkomst.
In het herenenkeltoernooi won Wijaya één toernooi, de Croatian International in 2003. In de herendubbel won Wijaya in 2005 de Iran International en in 2007 een toernooi in Singapore. In het gemengd dubbeltoernooi won hij in 2005 samen met Liu Fan Frances de Croatian International. Naast deze overwinningen behaalde Wijaya diverse podiumplaatsen bij internationale toernooien. Andere familieleden, zoals Indra Wijaya, Candra Wijaya, Rendra Wijaya en Sandrawati Wijaya waren eveneens succesvolle badmintonners.